# Viktoria Schwalm
Viktoria Schwalm (* 9. Dezember 1997 in Alsfeld) ist eine deutsche Fußballspielerin. Die Stürmerin steht beim Hamburger SV unter Vertrag.

## Karriere

### Vereine
Die im mittelhessischen Alsfeld geborene Viktoria Schwalm, stammt aus Willingshausen - Zella und begann ihre Karriere erst im Alter von zehn Jahren bei der JSG Willingshausen. Über die SG Immichenhain/Ottrau kam sie im Jahre 2012 zum 1. FFC Turbine Potsdam und spielte zwei Jahre für Turbines B-Jugend in der Bundesliga. In beiden Spielzeiten gewann sie mit ihrer Mannschaft die Meisterschaft in der Staffel Nord/Nordost. 2013 scheiterten die Turbinen im Halbfinale am FC Bayern München, ein Jahr später verloren die Potsdamerinnen das Endspiel gegen den gleichen Gegner. Im Sommer 2014 rückte Schwalm in den Kader der zweiten Mannschaft auf, die in der 2. Bundesliga Nord antritt. Am 19. April 2015 absolvierte sie ihr erstes Bundesligaspiel gegen Bayer 04 Leverkusen und gehört seit der Saison 2015/16 dauerhaft zum Kader der ersten Mannschaft.
Nach insgesamt 13 Jahren in Potsdam wechselte sie im Sommer 2025 zum Hamburger SV.

### Nationalmannschaft
Schwalm gewann 2013 mit der U16-Nationalmannschaft den Nordic Cup. Ihr erstes Länderspiel für die U19-Nationalmannschaft absolvierte Schwalm am 11. Februar 2015 im Freundschaftsspiel gegen Serbien und kam danach zu sechs weiteren Einsätzen für diese Auswahlmannschaft im Rahmen der Qualifikation zur Jahrgangseuropameisterschaft 2016, in denen ihr drei Tore gelangen.

## Erfolge
Verein
- Deutscher B-Juniorinnen-Vizemeister 2014

Nationalmannschaft
- Nordic-Cup-Sieger 2013